# Żossielina Majga
Żossielina Alijewna Majga (ros. Жосселина Алиевна Майга; ur. 30 kwietnia 1996 w Rostowie) – rosyjska koszykarka grająca na pozycjach silnej skrzydłowej lub środkowej, reprezentantka kraju, obecnie zawodniczka Dinama Kursk.
17 czerwca 2019 została zawodniczką InvestInTheWest AZS AJP Gorzów Wielkopolski.

## Osiągnięcia
Stan na 7 lipca 2020, na podstawie, o ile nie zaznaczono inaczej.

### Drużynowe
- Mistrzyni Eurocup (2019)
- Wicemistrzyni:
  - Euroligi (2016)
  - Rosji (2015, 2016)
- Brązowa medalistka mistrzostw:
  - Rosji (2017, 2018, 2019)
  - Polski (2020)
- Uczestniczka rozgrywek Euroligi (2013–2018)

### Reprezentacja
Seniorek
- Uczestniczka:
  - mistrzostw Europy (2017 – 9. miejsce)
  - kwalifikacji do Eurobasketu (2017, 2019)

Młodzieżowe
- Mistrzyni Europy U–18 (2014)
- Wicemistrzyni świata U–19 (2015)
- Brązowa medalistka mistrzostw Europy:
  - U–20 (2016)
  - U–16 (2012)
- Uczestniczka mistrzostw Europy:
  - U–18 (2013 – 5. miejsce, 2014)
  - U–16 (2011 – 6. miejsce, 2012)